# Кіяшок Дмитро Валерійович
Дмитро́ Вале́рійович Кіяшо́к (нар. 24 лютого 1998, Волноваха) — український греко-римський борець, представляє Донецьку область.
Вихованець СДЮШОР ім. Г. Г. Узуна (Маріуполь), тренер Андрій Юрійович Суровягін. Закінчив Київський обласний ліцей-інтернат фізичної культури і спорту.

## Спортивні досягнення
В серпні 2015 року здобув золоту нагороду на першості світу з греко-римської боротьби серед юнаків, категорія до 76 кг, Сараєво. Срібний призер європейської юнацької першості того ж року.